# (6741) Liyuan
(6741) Liyuan (1994 FX) – planetoida z pasa głównego asteroid okrążająca Słońce w ciągu 3,5 lat w średniej odległości 2,3 j.a. Odkryta 31 marca 1994 roku.